# 河野暁

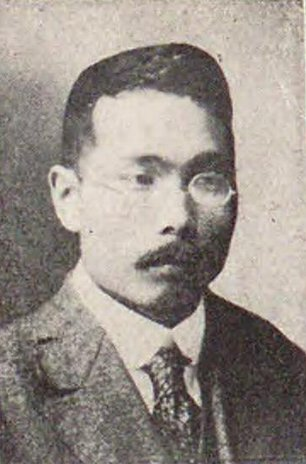
河野暁

河野 暁（こうの さとる、1885年（明治18年）11月1日 - 1927年（昭和2年）10月21日）は、日本の衆議院議員（憲政会→立憲民政党）。

## 経歴
広島県佐伯郡水内村（現在の広島市佐伯区）出身。第四高等学校を経て、1909年（明治42年）、京都帝国大学法科大学を卒業した。大韓帝国司法部検事、統監府判事、公州地方裁判所判事、大邱地方裁判所判事を歴任した。1911年（明治44年）、退官して広島市に弁護士事務所を開業した。
1924年（大正13年）、第15回衆議院議員総選挙に出馬し、当選を果たした。